# Église Saint-Pierre-ès-Liens de Teyjat

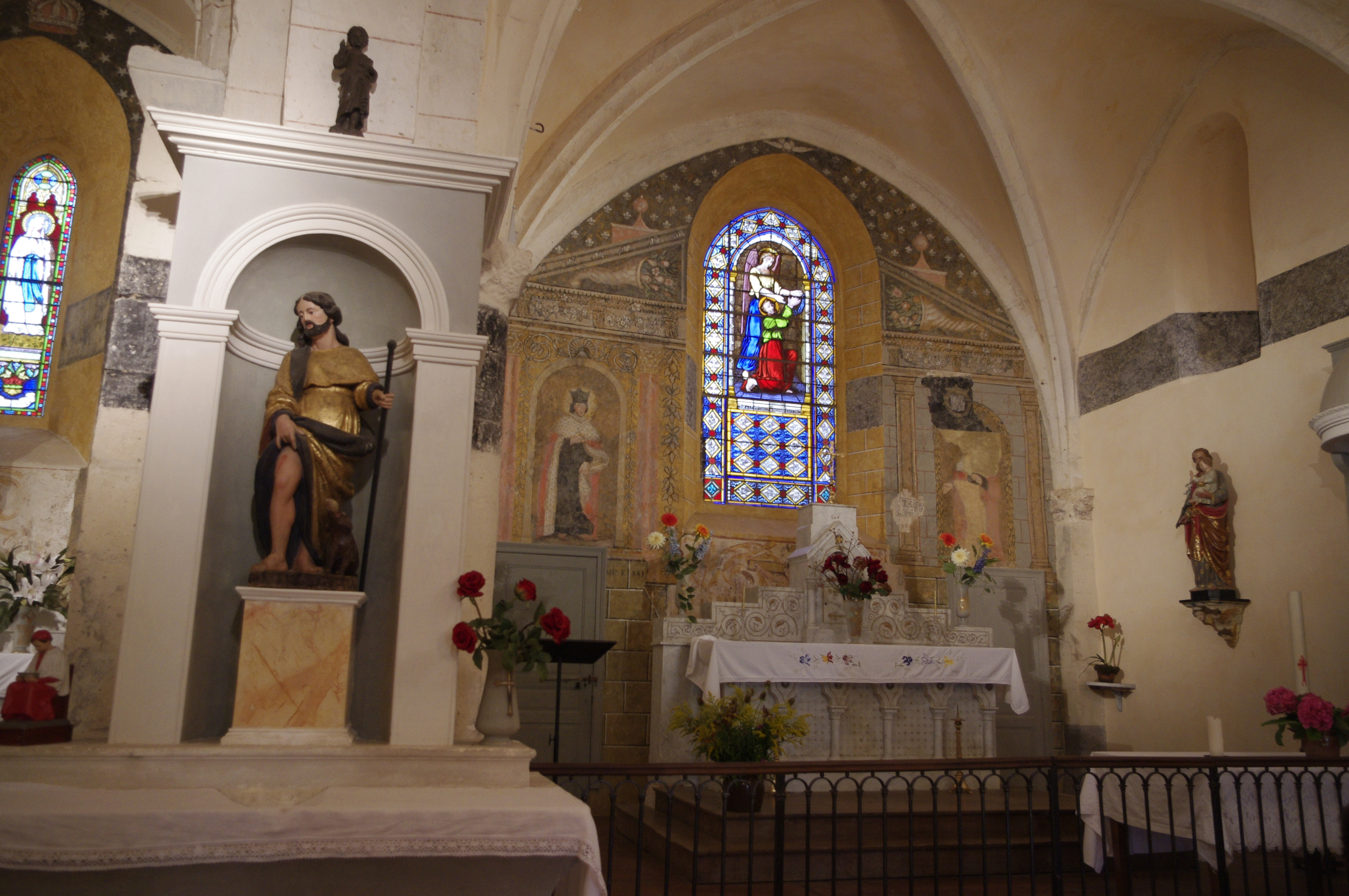
Les fresques intérieures

Pour les articles homonymes, voir Église Saint-Pierre-ès-Liens.
L'église Saint-Pierre-ès-Liens est une église catholique située à Teyjat, en France.

## Localisation
L'église Saint-Pierre-ès-Liens est située à Teyjat, dans le département français de Dordogne .

## Historique
L'église a été construite au XIIe siècle.
D’importants travaux réalisés entre 2011 et 2012 ont permis la découverte et la restauration de fresques. La plus ancienne représente une Crucifixion et semble dater du Moyen Âge. Une litre funéraire qui ait le tour intérieur de l'église et de ses piliers est ornée d'armoiries où figurent les trois tours de la famille de Pompadour qui, de 1454 à 1740, était seigneur du Bourdeix. Deux fresques polychromes ornent le chœur et la chapelle mariale du collatéral nord,.
L'édifice est inscrit au titre des monuments historiques par arrêté du 8 juillet 2019.